# Park Narodowy Cerros de Amotape
Park Narodowy Cerros de Amotape (hiszp. Parque nacional Cerros de Amotape) – park narodowy położony w północnej części Peru, w regionach Tumbes (prowincje Tumbes i Contralmirante Villar) i Piura (prowincja Sullana). Został utworzony 22 lipca 1975 roku i zajmuje obszar 1517,67 km². Jest główną częścią, powstałego w 1977 roku, rezerwatu biosfery UNESCO o nazwie „Bosques de Paz Transboundary” na pograniczu Ekwadoru i Peru. W 2008 roku został zakwalifikowany przez BirdLife International jako ostoja ptaków IBA. 

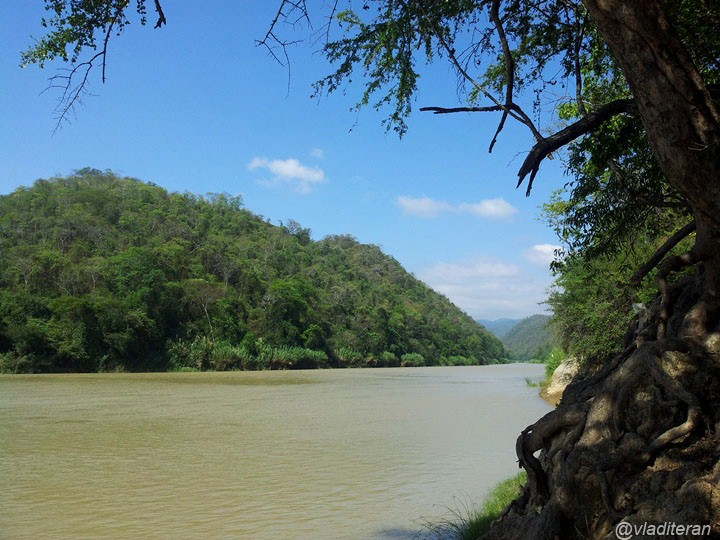
Rzeka Tumbes

## Opis
Park znajduje się na zachodnich zboczach Andów, u podnóża pasma górskiego Cerros los Amotapes, na wysokościach od 200 do 1613 m n.p.m. Obszar parku przecina rzeka Tumbes. Po jej wschodniej stronie rośnie wilgotny las równikowy, a po zachodniej jeden z najlepiej zachowanych w rejonie Pacyfiku tropikalny las suchy.
W parku występują wyraźnie określone pory roku: pora sucha (od maja do listopada) oraz pora deszczowa (od grudnia do kwietnia). Średnia roczna temperatura waha się między 23 ºC a 26 ºC. Średnie roczne opady wynoszą 500 mm w tropikalnym lesie suchym i 1450 mm w wilgotnym lesie równikowym.

## Flora
W tropikalnym lesie suchym rosną m.in.: Prosopis pallida, Loxopterygium huasango, Bursera graveolens, Cochlospermun vitifolium, Caesalpinea paipai, Tabebuia billbergii, Ceiba trichistandra, Ziziphus thyrsiflora, Tabebuia chrysantha.
W wilgotnym lesie równikowym występują drzewa pokryte epifitami takimi jak np.: oplątwa brodaczkowa i storczyki. Rosną tu m.in.: Alseis peruviana, Cavanillesia platanifolia, Cordia eriostigma, Vitex gigantea, ogorzałka wełnista, Pithecellobium multiflorum.

## Fauna
W parku występuje duża liczba ptaków (blisko 400 gatunków). Są to m.in.: zagrożone wyginięciem (EN) białostrząb szarogłowy, bekardzik okopcony i stadniczka siwolica oraz narażone na wyginięcie (VU) kondor wielki, czakalaka rudogłowa, królówka ekwadorska i ogończyk czarnolicy.
Ssaki żyjące w parku to narażone na wyginięcie (VU) wyjec płaszczowy i pekari białobrody, a także m.in.: wydrak długoogonowy, jaguar amerykański, ocelot wielki, mulak białoogonowy, mazama ruda, wiewiórka rudawa.
Wśród gadów wyróżnia się narażony na wyginięcie (VU) krokodyl amerykański, a także m.in.: Bothrops barnetti, Micrurus tschudii olsoni, boa dusiciel, legwan zielony.